# Прямокутний трикутник

Прямокутний трикутник. Кут — прямий.

Прямокутний трикутник — трикутник, один із кутів якого —  прямий. Прямокутний трикутник займає особливе місце в планіметрії, оскільки для нього існують прості співвідношення між сторонами і кутами.
Сторони прямокутного трикутника мають власні назви. Дві сторони, що утворюють прямий кут називаються катетами, а третя сторона — гіпотенузою. Традиційно катети позначаються літерами a та b, а гіпотенуза — літерою c.
За теоремою Піфагора можна знайти будь-яку сторону прямокутного трикутника, якщо відомі дві інші сторони. За теоремою Піфагора квадрат гіпотенузи дорівнює сумі квадратів катетів.
{\displaystyle AB^{2}=AC^{2}+BC^{2}}
Звідси можна знайти інші сторони прямокутного трикутника.
{\displaystyle AC^{2}=AB^{2}-BC^{2}}
{\displaystyle BC^{2}=AB^{2}-AC^{2}}
Катети є водночас висотами прямокутного трикутника. Тому площа прямокутного трикутника дорівнює:
{\displaystyle S={\frac {1}{2}}ab}.

## Властивості прямокутних трикутників
1. Сума гострих кутів прямокутного трикутника дорівнює 90°.
2. Якщо у прямокутному трикутнику один з гострих кутів дорівнює 30°, то протилежний цьому куту катет буде дорівнювати половині гіпотенузи.
3. Якщо катет прямокутного трикутника дорівнює половині гіпотенузи, то кут, що лежить проти цього катета, дорівнює 30°.
4. Медіана, проведена до гіпотенузи прямокутного трикутника, ділить його на два рівнобедрених трикутники, оскільки медіана дорівнює половині гіпотенузи.
5. Якщо описати коло навколо прямокутного трикутника, то гіпотенуза буде діаметром кола.

## Ознаки рівності прямокутних трикутників
У прямокутного трикутника є такі ознаки рівності:
- За двома катетами.

Якщо катети одного прямокутного трикутника дорівнюють відповідно катетам другого, то такі трикутники рівні.
- За катетом і прилеглим гострим кутом.

Якщо катет і прилеглий до нього гострий кут одного прямокутного трикутника дорівнюють відповідно катету й прилеглому до нього гострому куту другого, то такі трикутники рівні.
- За катетом і протилежним гострим кутом.

Якщо катет і протилежний йому гострий кут одного прямокутного трикутника дорівнюють відповідно катету й протилежно йому гострому куту другого, то такі трикутники рівні.
- За гіпотенузою і катетом.

Якщо гіпотенуза і катет одного прямокутного трикутника дорівнюють відповідно гіпотенузі й катету другого, то такі трикутники рівні.
- За гіпотенузою і гострим кутом.

Якщо гіпотенуза і гострий кут одного прямокутного трикутника дорівнюють відповідно гіпотенузі й гострому куту другого, то такі трикутники рівні.

## Тригонометрія у прямому трикутнику
Тригонометричні функції для гострих кутів можна визначити як відношення сторін прямокутного трикутника. Для будь-якого даного кута можна побудувати прямокутний трикутник, що містить такий кут, і зі сторонами: протилежним катетом, прилеглим катетом і гіпотенузою, пов'язаними з цим кутом певним співвідношенням. Ці відносини сторін не залежать від конкретного обраного прямокутного трикутника, а залежать тільки від заданого кута, оскільки всі трикутники, побудовані таким чином, є подібними.
- Синусом гострого кута прямокутного трикутника називається відношення протилежного катета до гіпотенузи.

- Косинусом гострого кута прямокутного трикутника називається відношення прилеглого катета до гіпотенузи.

- Тангенсом гострого кута прямокутного трикутника називається відношення протилежного катета до прилеглого катета.

- Котангенсом гострого кута прямокутного трикутника називається відношення прилеглого катета до протилежного катета.

Розглянемо у формальних позначених через малюнок вище.
{\displaystyle \sin A={\frac {a}{c}}\,,} звідси {\displaystyle a=c\sin A,} {\displaystyle c={\frac {a}{\sin A}}\,.}
{\displaystyle \cos A={\frac {b}{c}}\,,} звідси {\displaystyle b=c\cos A,} {\displaystyle c={\frac {b}{\cos A}}\,.}
{\displaystyle \operatorname {tg} A={\frac {a}{b}}\,,} звідси {\displaystyle a=b\operatorname {tg} A,} {\displaystyle b={\frac {a}{\operatorname {tg} A}}\,.}
{\displaystyle \operatorname {ctg} A={\frac {b}{a}}\,,} звідси {\displaystyle b=a\operatorname {ctg} A,} {\displaystyle a={\frac {b}{\operatorname {ctg} A}}\,.}
Звідси можна зробити висновок, що:
- Щоб знайти катет, протилежний до гострого кута прямокутного трикутника, потрібно гіпотенузу помножити на синус цього кута, або прилеглий катет помножити на тангенс цього кута.

- Щоб знайти катет, прилеглий до гострого кута прямокутного трикутника, потрібно гіпотенузу помножити на косинус цього кута, або протилежний катет помножити на котангенс цього кута.

- Щоб знайти гіпотенузу, потрібно катет, прилеглий до гострого кута, поділити на косинус цього кута, або катет, протилежний до гострого кута, поділити на синус цього кута.

## Вписанейописане колопрямокутного трикутника

Описане коло

### Описане коло
Центром кола, описаного навколо прямокутного трикутника, є середина гіпотенузи.
Нехай {\displaystyle O} — центр описаного кола навколо прямокутного  ABC
:
{\displaystyle AO=OC={\frac {1}{2}}AC=R}

### Вписане коло

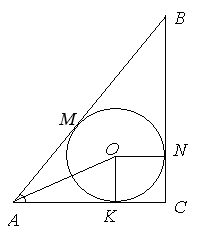
Вписане коло

У прямокутний трикутник  ABC
```
з прямим кутом 

  

    

      

        
∠

        

          
C

        

      

    

    
{\displaystyle \angle {\text{C}}}

  

 вписане коло, яке дотикається до катетів у точках 

  

    

      

        
K

      

    

    
{\displaystyle K}

  

 і 

  

    

      

        
N

      

    

    
{\displaystyle N}

  

. Відрізки 

  

    

      

        
K

        
C

      

    

    
{\displaystyle KC}

  

 і 

  

    

      

        
N

        
C

      

    

    
{\displaystyle NC}

  

 дорівнюють радіусу кола.
```

Радіус вписаного кола у прямокутний трикутник з катетами {\displaystyle a} і {\displaystyle b} і гіпотенузою {\displaystyle c} знаходиться за формулою:
{\displaystyle r={\frac {a+b-c}{2}}}
Площа прямокутного трикутника може бути знайдена як добудок довжин відрізків на які гіпотенузу ділить точка дотику вписаного кола. Тобто, якщо {\displaystyle M} — точка дотику вписаного кола до гіпотенузи {\displaystyle AB}, то:
{\displaystyle S=AM*MB}

## Теорема про висоту прямокутного трикутника
Нехай {\displaystyle h} — висота прямокутного трикутника {\displaystyle ABC}, опущена на гіпотенузу прямого кута, і нехай вона ділить гіпотенузу на відрізки {\displaystyle m} та {\displaystyle n}, які є проєкціями катетів {\displaystyle a} та {\displaystyle b} на гіпотенузу {\displaystyle c} відповідно.
Тоді справедливі такі рівності:
1. {\displaystyle h^{2}=n{\cdot }m}
2. {\displaystyle a^{2}=c{\cdot }m}
3. {\displaystyle b^{2}=c{\cdot }n}
4. {\displaystyle h{\cdot }c=a{\cdot }b}

Доведення. Трикутники {\displaystyle ACH}, {\displaystyle BCH} та {\displaystyle ABC} подібні між собою (за гострим кутом як прямокутні трикутники).
З подібності трикутників {\displaystyle ACH} та {\displaystyle ABC} маємо, що {\displaystyle {\frac {h}{a}}={\frac {b}{c}}={\frac {n}{b}}}. Звідси випливає, що {\displaystyle b^{2}=c{\cdot }n} та {\displaystyle h{\cdot }c=a{\cdot }b}. Також звідси випливає рівність {\displaystyle h={\frac {a{\cdot }n}{b}}}.
З подібності трикутників {\displaystyle BCH} та {\displaystyle ABC} маємо, що {\displaystyle {\frac {h}{b}}={\frac {a}{c}}={\frac {m}{a}}}. Звідси випливає, що {\displaystyle a^{2}=c{\cdot }m}. Також звідси випливає рівність {\displaystyle h={\frac {b{\cdot }m}{a}}}.
Оскільки {\displaystyle h={\frac {a{\cdot }n}{b}}} та {\displaystyle h={\frac {b{\cdot }m}{a}}}, то, перемноживши між собою праві та ліві частини рівностей, одержимо {\displaystyle h^{2}={\frac {a{\cdot }n}{b}}{\cdot }{\frac {b{\cdot }m}{a}}=m{\cdot }n}.
Таким чином доведено всі чотири рівності.